# Returner (Jami no súen)
A Returner (Jami no súen) (Returner ～闇の終焉～; Hepburn: Returner (Yami no Shūen)) Gackt japán énekes kislemeze, mely 2007. június 20-án jelent meg a Nippon Crown kiadónál. Ez volt Gackt első slágerlista-vezető kislemeze. A Fúrin kazan című televíziós sorozat betétdala volt. 11 hétig szerepelt az Oricon heti listáján. A dalt az év végi Kóhaku uta gasszen című műsorban is előadta.

## Számlista
| #  | Cím                                                                                | Hossz |
| -- | ---------------------------------------------------------------------------------- | ----- |
| 1. | Returner (Jami no súen) (Returner ～闇の終焉～; Hepburn: Returner (Yami no Shūen)) | 4:21  |
| 2. | Cube (Drug I Ver.)                                                                 | 5:35  |
| 3. | Birdcage (Drug I Ver.)                                                             | 6:37  |
| 4. | Returner (Jami no súen) (Instrumental)                                             | 4:14  |